# Сосуд Гигеи

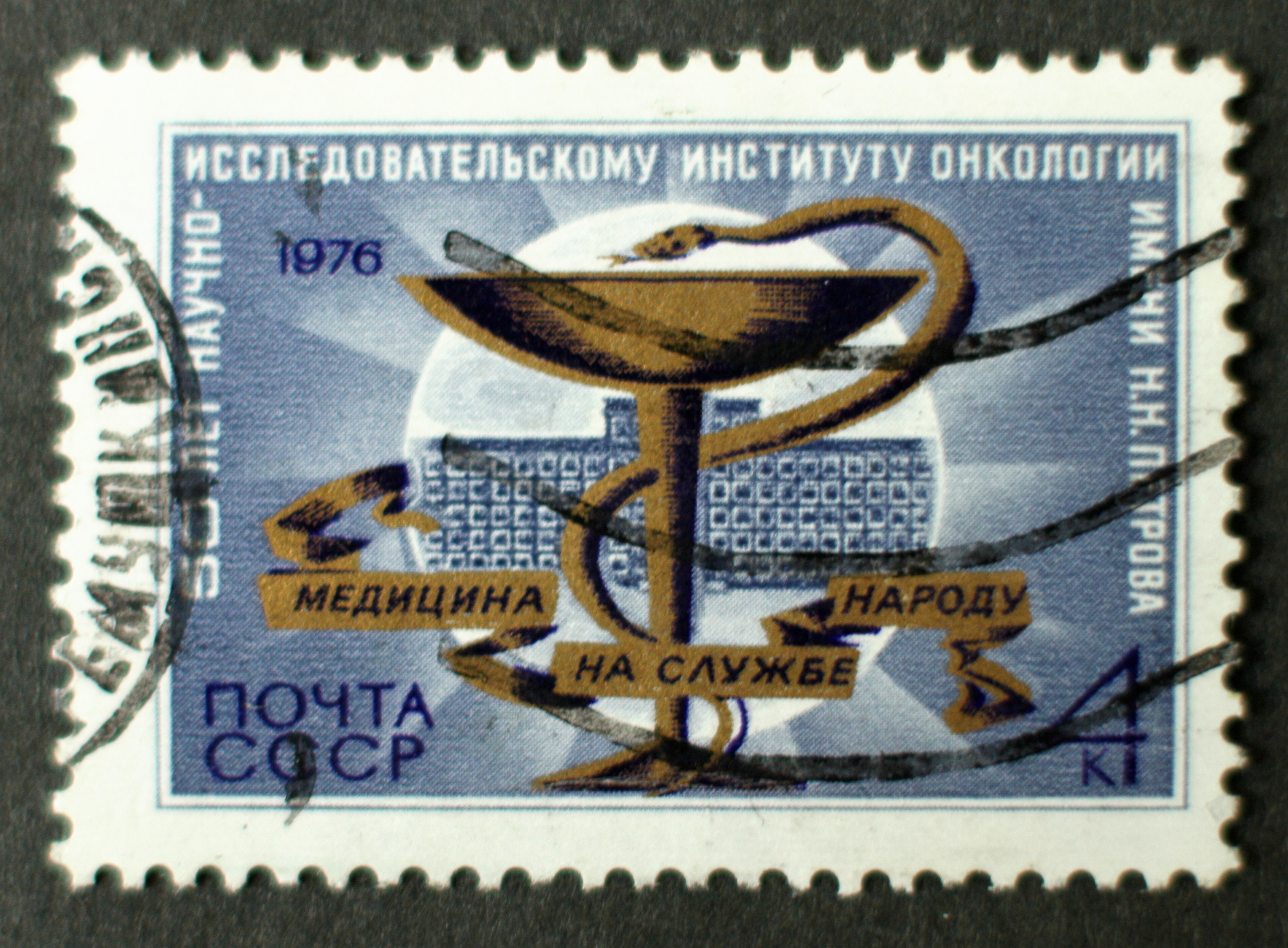
Почтовая марка СССР, 1976 год: Чаша Гигеи

Сосуд Гигеи (более распространенное — сосуд Гигиеи, чаша Гигиеи) — один из символов медицины в СССР и некоторых других странах, а также фармации в англоязычных странах.

## Предыстория

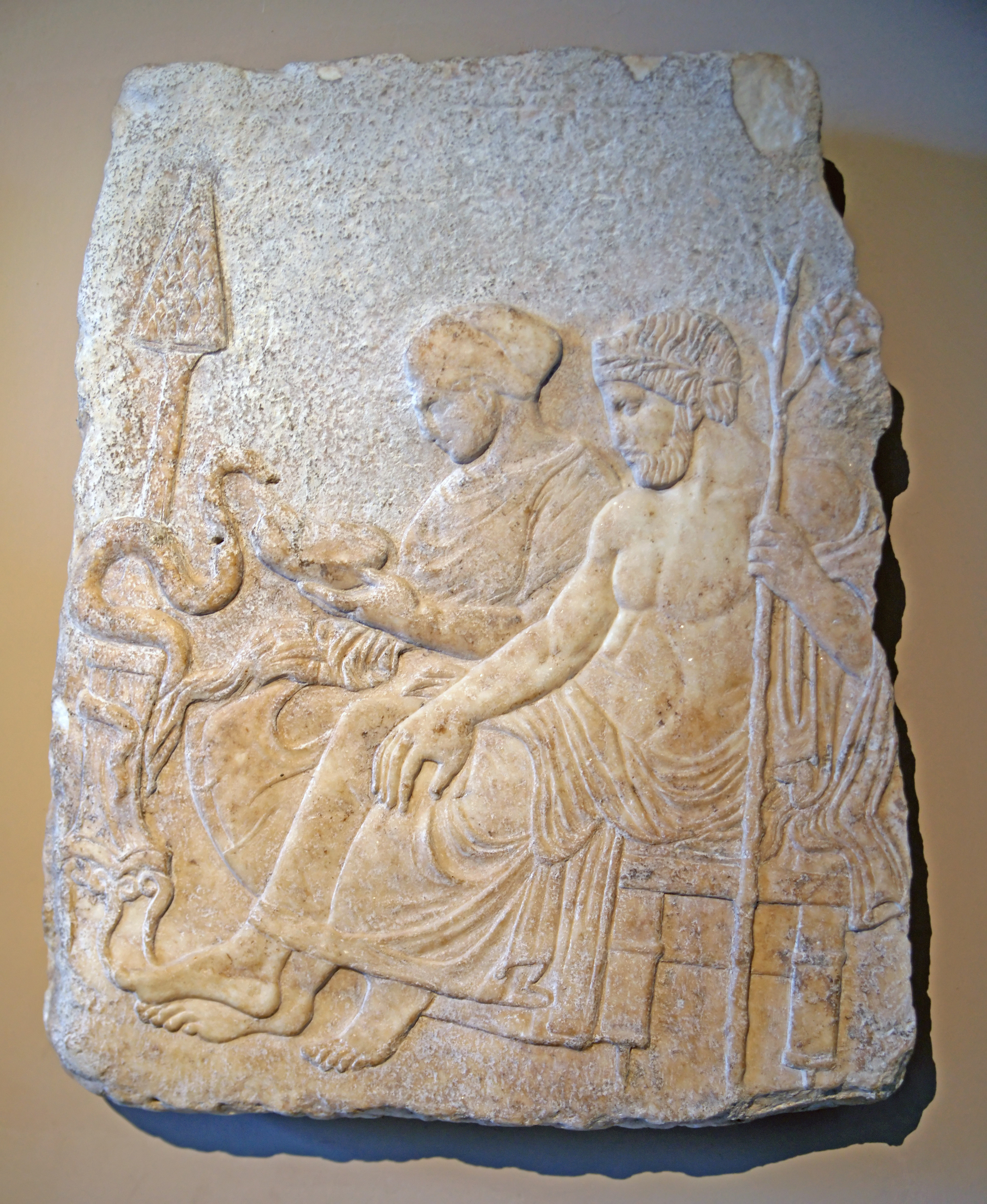
Мраморный барельеф Асклепия и Гигиеи. Салоники, V век до нашей эры. Экспонат Археологического музея Стамбула

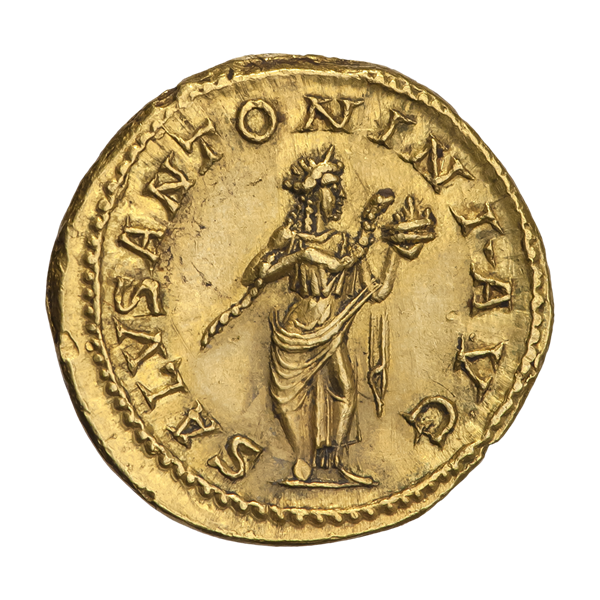
Римская золотая монета, чеканка 157—158 гг., реверс. Салута, кормящая змею из патеры

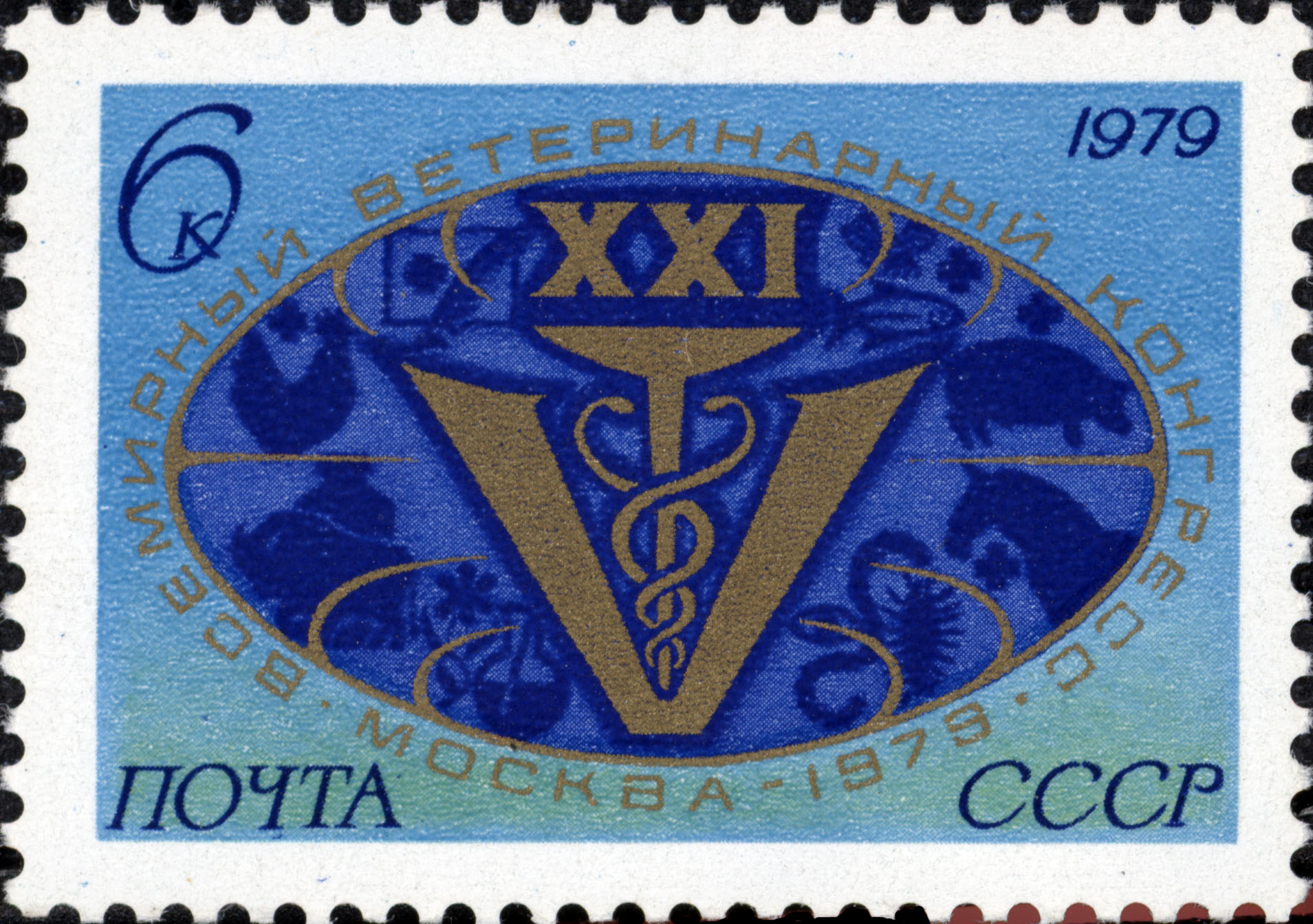
Эмблема XXI всемирного ветеринарного конгресса на почтовой марке СССР, 1979 год

Исторически изображения змеи часто использовались в качестве общих медицинских эмблем. Возникший культ змеи в периоды анимализма и тотемизма характеризовал змей с одной стороны — как символ зла, хитрости и коварства, с другой — добра, бессмертия, мудрости и знаний. В III тысячелетии до нашей эры в Месопотамии змея часто изображается с Нингишзидом, считавшимся богом плодородия и исцеления. Также змея изображается в античности с привязкой к медицине, вначале без других предметов, позднее с предметами разными. С VIII столетия до нашей эры одним из символов медицины становится посох Асклепия (не стоит путать с кадуцеем, ставшим в некоторых странах также символом медицины значительно позднее). Чаша в сочетании со змеёй (уж), но изображённые раздельно начинают появляться в VII—V веках до нашей эры с привязкой к богиням здоровья Гигее и Салуте. Обвитие змеёй чаши или амфоры в античных изображениях происходит ещё позднее. Змея в сочетании с другими предметами как эмблема медицины использовалась и позднее.
В древнегреческой мифологии Гигея была древнегреческой богиней здоровья и дочкой Асклепия и Эпионы или Афины. Символом Асклепия является посох со змеёй, обвитой вокруг него; соответственно, символом Гигеи является кубок или чаша со змеёй, обвивающей её ножку и свисающей над фиалом. Гигиею изображали в виде молодой женщины, кормящей или поившей змею из чаши. Эти атрибуты, чаша и змея, составили в последующем современный символ медицины.
После падения Римской империи чаши со змеёй не использовались. Предположительно, использование совмещённых изображений чаши и змеи было начато аптекарями в Падуе в XIII веке. В России она, как «Гиппократова чаша», начала размещаться в издаваемой литературе, на общественных значках и медалях с XVIII века. На официальных отличительных нагрудных знаках она стала размещаться: с 1871 года для докторов медицины, с 1897 года — на «лекарском знаке» для выпускников медицинских факультетов университетов и Военно-медицинской академии, с 1880 года — на знаке «женщина-врач». На двух последних с чашей изображались 2 змеи. В дальнейшем подобная эмблема изображалась на официальных юбилейных и памятных знаках: в 1893 году на знаке о I Всероссийской гигиенической выставке (чаша с 2 змеями, хвосты переплетаются и ниже чаши), в 1897 году на знаке «За борьбу с чумой», в 1898 году на знаке и медали к 100-летию Императорской Военно-медицинской академии (чаша с обвитой змеёй в руках Гигиеи), в 1914 году на знаке к 50-летию земства и т. д. С 1922 года чаша с обвившей змеёй утверждена как общемедицинская эмблема в РСФСР, в 1936 на нагрудном знаке СССР «Отличнику здравоохранения», с 1961 года на нагрудных знаках о высшем и средне-специальном медицинском образовании.

## Использование символа фармацевтическими организациями

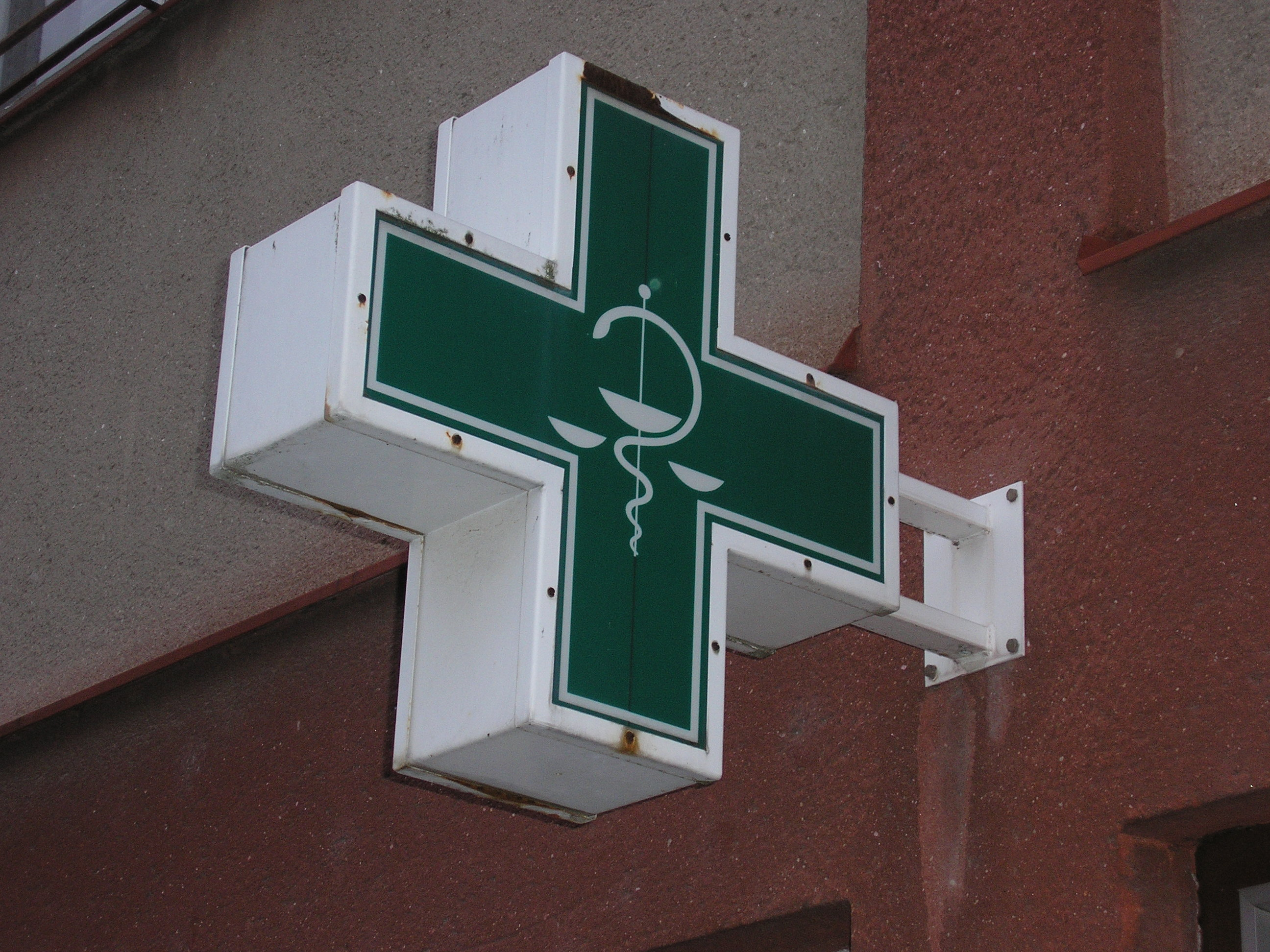
Вывеска аптеки с сосудом Гигеи и аптекарскими весами в зелёном кресте

Кубок Гигиеи используется как основной символ фармации по меньшей мере с 1796 года, когда его выгравировали на монете, созданной для Парижского общества фармации[уточнить]. С тех пор его переняли многие другие фармацевтические ассоциации по всему миру, такие как Американское Фармацевтическое Общество, Канадское Фармацевтическое Общество, Фармацевтическое общество Австралии, Conseil de l’Ordre des Pharmaciens in France (где в статуте указан ещё один символ, зелёный греческий крест).
Награду Кубка Гигиеи вручают власти штата, провинции и Национальное общество фармацевтов в США и Канаде, чтобы обозначить фармацевтов, «имеющих гражданское лидерство в специальных обществах» и «воодушевляющих других фармацевтов принимать активное участие <…> в жизни [специальных обществ]».

## В геральдике и официальных эмблемах

Герб ватиканского архиепископа Алессандро Д’Эррико
Польский дворянский герб Чара
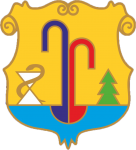
Герб украинского села Поляна
Эмблема Папского Католического университета Чили
Эмблема Центра фармации[исп.] медслужбы ВС Испании
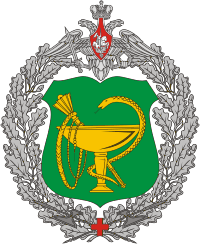
Эмблема ГВМУ МО РФ образца 2004 года

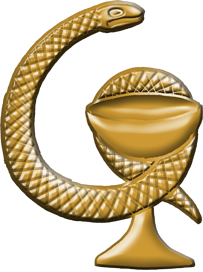
Эмблема медслужбы РККА ВС Союза ССР образца 1936 года, правая.
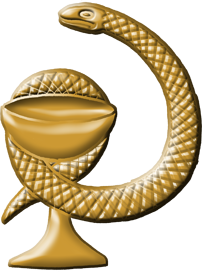
Эмблема (на погонах и петлицах) медслужбы РККА, левая.
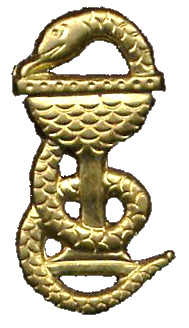
Эмблема медицинской службы ВС Польши образца 1960 года
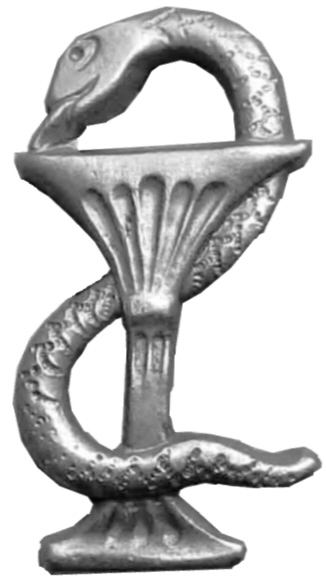
Эмблема ветеринарной службы ВС Польши до 1960 года
Эмблема ВМедА им. С.М.Кирова
Нарукавная нашивка СарВМИ